# Vernon Baker
Vernon Joseph Baker (n. 17 decembrie 1919, Cheyenne, Wyoming, SUA – d. 13 iulie 2010, St. Maries⁠(d), Idaho, SUA) a fost un locotenent⁠(d) al Forțelor Terestre ale Statelor Unite, care a fost șef de pluton⁠(d) într-o companie de infanterie în timpul celui de al Doilea Război Mondial, și parașutist⁠(d) în timpul Războiului din Coreea. În 1997, i s-a acordat Medalia de Onoare, cea mai înaltă decorație militară pentru curaj din țara sa, pentru acțiunile sale din 5–6 aprilie 1945, lângă Viareggio, Italia.
Baker și alți șase negri americani care au servit în al Doilea Război Mondial au primit oficial Medalia de Onoare pe 12 ianuarie 1997. O zi mai târziu, Baker (singurul din ei care mai era în viață) și reprezentanții celorlalți șase au primit decorațiile din partea președintelui Bill Clinton la o ceremonie de la Casa Albă din Washington, DC. Cei șapte au fost primii (și singurii) negri americani care au fost distinși cu Medalia de Onoare pentru al Doilea Război Mondial. Baker a murit în 2010 la vârsta de 90 de ani și a fost înmormântat la Cimitirul Național Arlington⁠(d), din Arlington, Virginia.

## Începutul vieții
Baker s-a născut pe 17 decembrie 1919, în Cheyenne, Wyoming, și era cel mai mic dintre cei trei copii ai familiei. După ce părinții lui au murit într-un accident de mașină când el avea patru ani, el și cele două surori ale sale au fost crescuți de bunicii din partea tatălui. Bunicul său, Joseph S. Baker, un muncitor feroviar din Cheyenne, l-a învățat să vâneze pentru a hrăni familia și a devenit „cea mai influentă figură din viața lui Vernon”. Relația lui cu bunica sa, imobilizată într-un scaun cu rotile, a fost mult mai tensionată, și a petrecut câțiva ani la orfelinatul Boys Town⁠(d) din Nebraska doar pentru a sta departe de ea. Baker a absolvit în 1939 liceul Clarinda din localitatea natală a bunicului său, Clarinda, Iowa⁠(d). A lucrat ca hamal⁠(d) în gară, serviciu care nu i-a plăcut deloc, până când bunicul său a murit de cancer de Crăciunul lui 1939. Au urmat o serie de locuri de muncă modest remunerate.

## Armata SUA

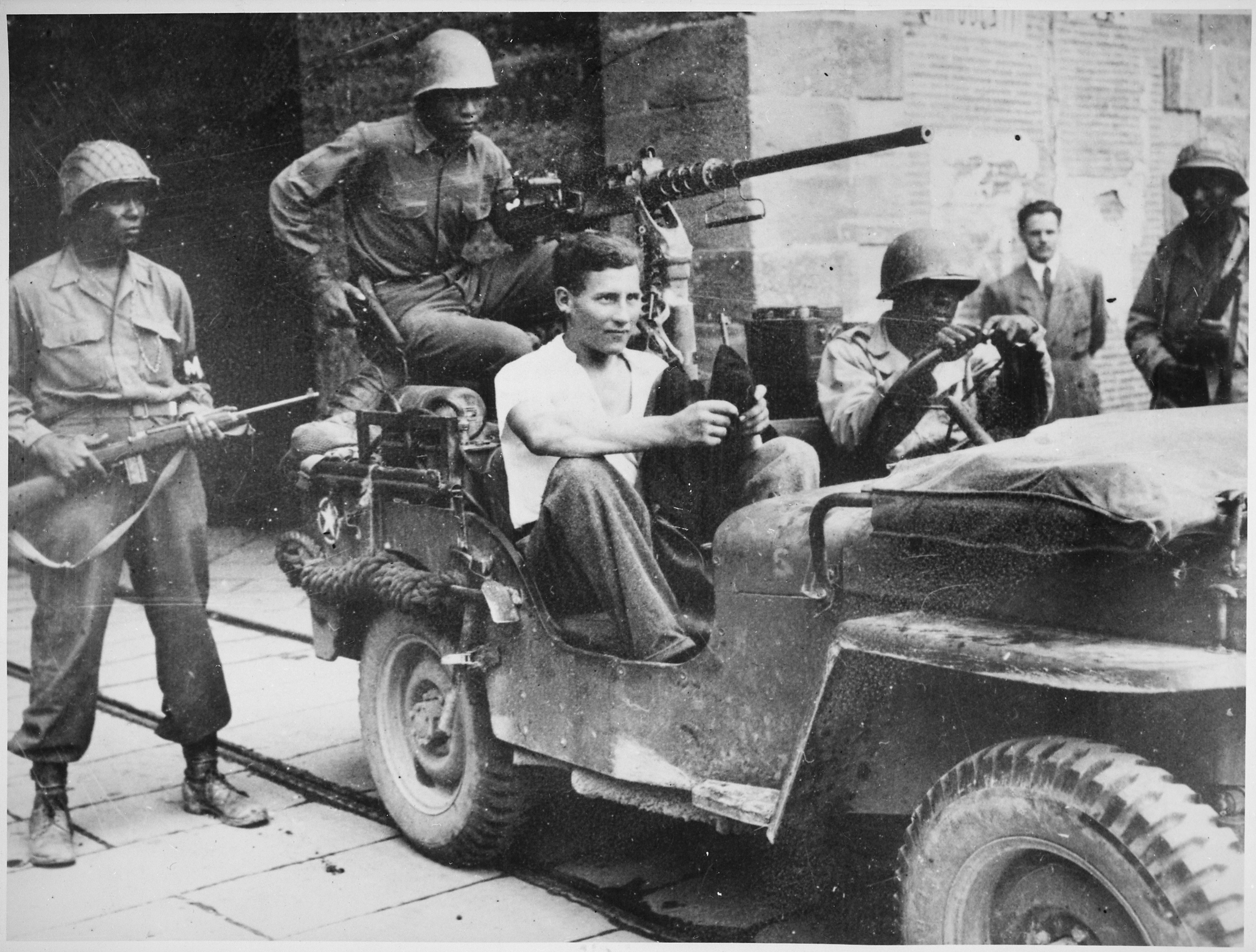
Soldați ai Diviziei 92 Infanterie cu un soldat german capturat (1944)

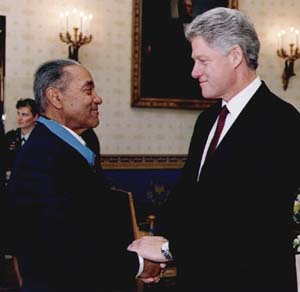
Vernon Baker primește Medalia de Onoare din partea președintelui Bill Clinton pe.

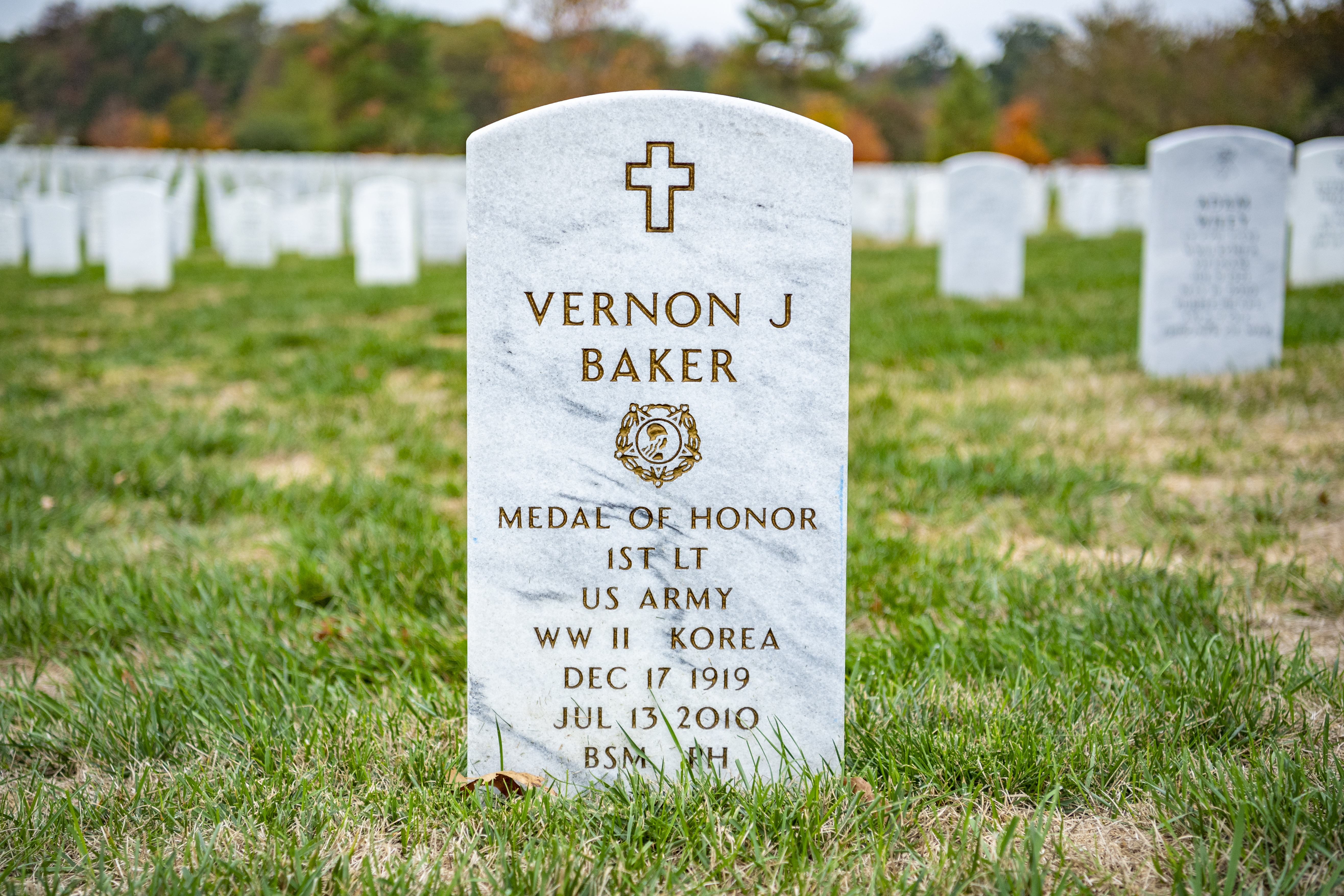
Mormântul din Cimitirul Național Arlington

Baker s-a înrolat în armata SUA în iunie 1941 în Cheyenne. El a încercat să se înroleze în aprilie, dar a fost respins, ofițerul de recrutare spunându-i: „Nu avem cote pentru voi, ăștia”. Baker a încercat din nou după câteva săptămâni la alt ofițer și a fost acceptat; el a cerut să devină intendent⁠(d), dar i s-a oferit în schimb un post la infanterie. După instrucția de inițiere, primită la Camp Wolters⁠(d) din Texas, a fost repartizat în Batalionul 1, Regimentul 370 Infanterie⁠(d), Divizia 92 Infanterie⁠(d) . A absolvit școala de candidați de ofițer și a fost numit sublocotenent la 11 ianuarie 1943. În iunie 1944, Regimentul 370 Infanterie a debarcat la Napoli, Italia. Curând după aceea, Baker a fost rănit la braț și spitalizat timp de două luni. În primăvara anului 1945, Baker era la comanda Plutonului Arme, Compania C, Batalionul 1, Regimentul 370 Infanterie. Pe 5 aprilie, unitatea sa a primit ordin să atace o fortăreață montană ocupată de germani, Castelul Aghinolfi. Executând acest ordin, Baker a eliminat personal trei cuiburi de mitraliere inamice, un post de observare și un adăpost săpat. 19 dintre cei 25 de soldați din plutonul lui Baker au fost uciși. În a doua zi de atac, Baker s-a oferit voluntar să conducă o înaintare a batalionului care a cucerit muntele. Pe 10 iunie, a fost distins cu Distinguished Service Cross pentru eroism extraordinar în perioada 5–6 aprilie. După al Doilea Război Mondial, a devenit parașutist al Forțelor Terestre în Divizia a 11-a Aeropurtată⁠(d) și a luptat în Războiul din Coreea. S-a pensionat din Armată în 1968.

### Medalia de Onoare
La începutul anilor 1990, s-a constatat că soldații negri nu au fost luați în considerare pentru primirea Medaliei de Onoare (MO) în al Doilea Război Mondial din cauza rasei lor, deși albii primeau această decorație pentru fapte similare. În 1993, armata americană a contractat Universitatea Shaw⁠(d) din Raleigh, Carolina de Nord, pentru a cerceta și a determina dacă a existat o disparitate rasială în procesul de evaluare pentru beneficiarii MO. Studiul comandat de armata SUA a descris discriminarea rasială sistematică din criteriile de acordare a decorațiilor în timpul celui de al Doilea Război Mondial. După o revizuire exhaustivă a dosarelor, studiul a recomandat în 1996 ca zece negri americani care au luptat în al Doilea Război Mondial să primească MO. În luna octombrie a acelui an, Congresul a adoptat o lege care i-a permis președintelui Clinton să acorde medalia de onoare acestor foști soldați. Șapte dintre cei zece, inclusiv Baker, au fost aprobați și au primit Medalia de Onoare (pentru șase s-a revocat decorația Distinguished Service Cross și înlocuită cu MO, iar monumentele lor funerare au fost actualizate), la 12 ianuarie 1997. La 13 ianuarie 1997, președintele Clinton i-a decernat MO lui Baker, care avea 77 de ani, și i-a decorat post-mortem cu MO și pe ceilalți șase negri americani.

## Familia și ultimii ani
Baker a lucrat pentru Crucea Roșie Americană⁠(d) timp de aproape 20 de ani. Prima și a doua lui soție au fost Leola și Helen Baker. A treia lui soție a fost Fern Brown; cuplul a avut trei copii. După moartea lui Fern în 1986, Baker s-a mutat într-o cabană din Valea Benewah din nordul statului Idaho. Baker era vânător pasionat și vâna cerbi wapiti în nordul Idahoului încă dinainte de a se muta acolo. În 1989, a întâlnit o femeie germană care vizita SUA, Heidy Pawlik, cu care avea să se căsătorească mai târziu.
Baker a murit în casa sa din St. Maries, Idaho⁠(d), pe 13 iulie 2010, după o lungă luptă cu cancerul. Era aproape de moarte din cauza cancerului la creier în 2004, dar s-a recuperat. La înmormântarea sa de la Cimitirul Național Arlington⁠(d) de lângă Washington, DC, pe 24 septembrie 2010, au fost prezenți alți trei laureați ai Medaliei de Onoare, împreună cu familia sa. Fondurile pentru ca ei să călătorească la Arlington, Virginia, au fost strânse de comunitatea lor locală.

## Distincții militare

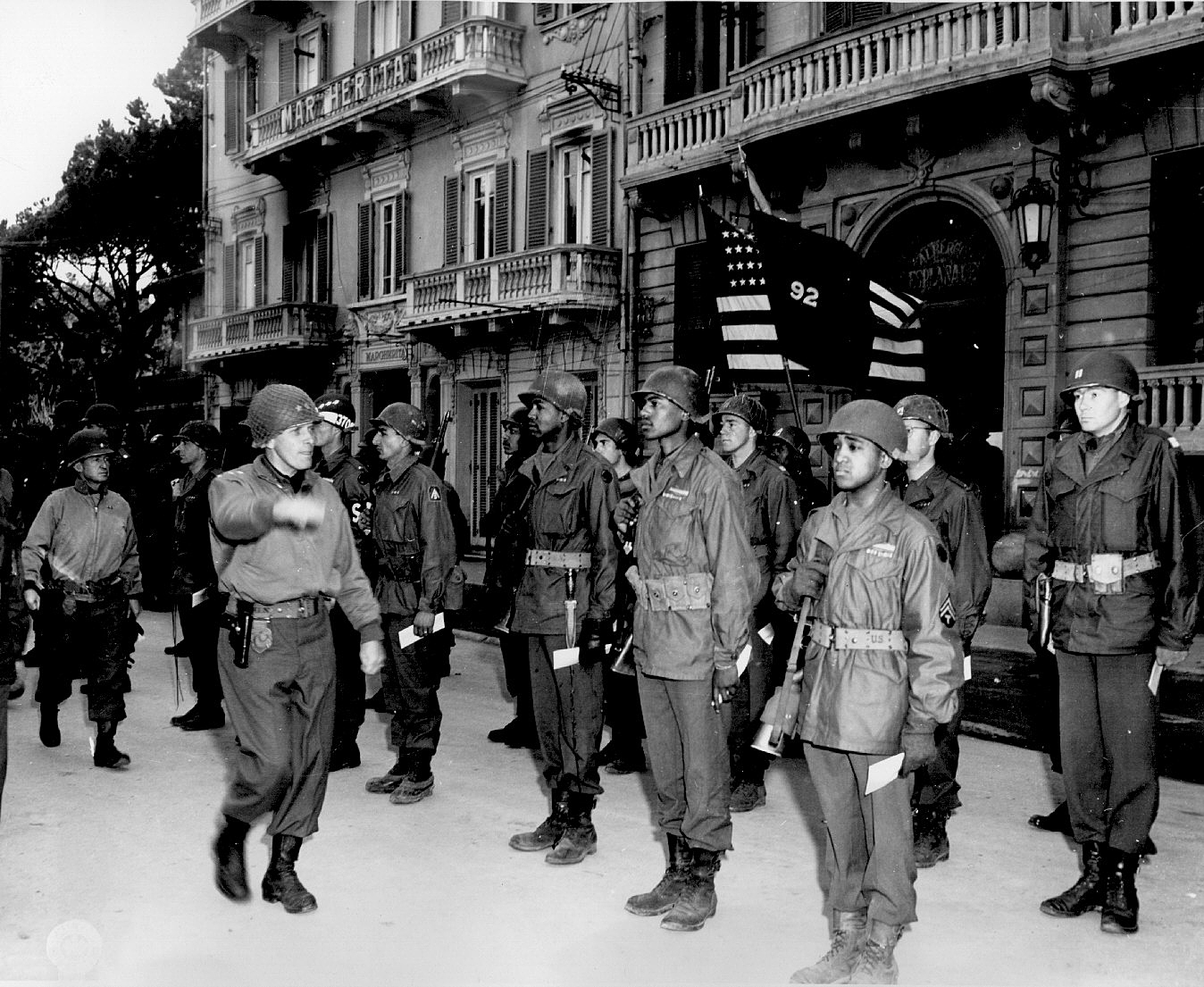
Generalul-maior Edward Almond, general comandant al Diviziei 92 Infanterie, își inspectează trupele în timpul unei ceremonii de decorare, martie 1945.

Decorații și distincții militare ale lui Baker:
|                                                        |                           |                                                     |
| A light blue ribbon with five white five pointed stars | Format:Ribbon devices/alt | Bronze oak leaf cluster · Format:Ribbon devices/alt |
| Bronze oak leaf cluster · Format:Ribbon devices/alt    |                           |                                                     |
|                                                        | Format:Ribbon devices/alt |                                                     |
| Bronze star · Format:Ribbon devices/alt                |                           |                                                     |
|                                                        |                           |                                                     |

| Insigna       | Insigna de infanterist de luptă                                                        | Insigna de infanterist de luptă                                                        | Insigna de infanterist de luptă                                                        | Insigna de infanterist de luptă                                                        | Insigna de infanterist de luptă                        | Insigna de infanterist de luptă                        | Insigna de infanterist de luptă                        | Insigna de infanterist de luptă                        | Insigna de infanterist de luptă                                                       | Insigna de infanterist de luptă                                                       | Insigna de infanterist de luptă                                                       | Insigna de infanterist de luptă                                                       |
| primul rând   | Medalia de Onoare (ridicat de la Distinguished Service Cross)                          | Medalia de Onoare (ridicat de la Distinguished Service Cross)                          | Medalia de Onoare (ridicat de la Distinguished Service Cross)                          | Medalia de Onoare (ridicat de la Distinguished Service Cross)                          | Steaua de Argint                                       | Steaua de Argint                                       | Steaua de Argint                                       | Steaua de Argint                                       | Medalia Steaua de Bronz⁠(d) cu dispozitiv "V"⁠(d) și un mănunchi de frunze de stejar⁠(d) | Medalia Steaua de Bronz⁠(d) cu dispozitiv "V"⁠(d) și un mănunchi de frunze de stejar⁠(d) | Medalia Steaua de Bronz⁠(d) cu dispozitiv "V"⁠(d) și un mănunchi de frunze de stejar⁠(d) | Medalia Steaua de Bronz⁠(d) cu dispozitiv "V"⁠(d) și un mănunchi de frunze de stejar⁠(d) |
| al 2-lea rând | Purple Heart cu 1 mănunchi de frunze de stejar⁠(d)                                      | Purple Heart cu 1 mănunchi de frunze de stejar⁠(d)                                      | Purple Heart cu 1 mănunchi de frunze de stejar⁠(d)                                      | Purple Heart cu 1 mănunchi de frunze de stejar⁠(d)                                      | Medalia Serviciului American de Apărare⁠(d)             | Medalia Serviciului American de Apărare⁠(d)             | Medalia Serviciului American de Apărare⁠(d)             | Medalia Serviciului American de Apărare⁠(d)             | Medalia Americană de Campanie⁠(d)                                                      | Medalia Americană de Campanie⁠(d)                                                      | Medalia Americană de Campanie⁠(d)                                                      | Medalia Americană de Campanie⁠(d)                                                      |
| al 3-lea rând | Medalia Campaniei din Europa, Africa și Orientul Mijlociu⁠(d) cu 3 stele de Campanie⁠(d) | Medalia Campaniei din Europa, Africa și Orientul Mijlociu⁠(d) cu 3 stele de Campanie⁠(d) | Medalia Campaniei din Europa, Africa și Orientul Mijlociu⁠(d) cu 3 stele de Campanie⁠(d) | Medalia Campaniei din Europa, Africa și Orientul Mijlociu⁠(d) cu 3 stele de Campanie⁠(d) | Medalia Victoriei al Doilea Război Mondial⁠(d)          | Medalia Victoriei al Doilea Război Mondial⁠(d)          | Medalia Victoriei al Doilea Război Mondial⁠(d)          | Medalia Victoriei al Doilea Război Mondial⁠(d)          | Medalia Armatei de Ocupație⁠(d)                                                        | Medalia Armatei de Ocupație⁠(d)                                                        | Medalia Armatei de Ocupație⁠(d)                                                        | Medalia Armatei de Ocupație⁠(d)                                                        |
| al 4-lea rând | Medalia Serviciului Național de Apărare⁠(d) cu 1 stea de serviciu⁠(d)                    | Medalia Serviciului Național de Apărare⁠(d) cu 1 stea de serviciu⁠(d)                    | Medalia Serviciului Național de Apărare⁠(d) cu 1 stea de serviciu⁠(d)                    | Medalia Serviciului Național de Apărare⁠(d) cu 1 stea de serviciu⁠(d)                    | Croce Al Valor Militare⁠(d) (Crucea Italiană de Război) | Croce Al Valor Militare⁠(d) (Crucea Italiană de Război) | Croce Al Valor Militare⁠(d) (Crucea Italiană de Război) | Croce Al Valor Militare⁠(d) (Crucea Italiană de Război) | Crucea Poloneză pentru Vitejie⁠(d)                                                     | Crucea Poloneză pentru Vitejie⁠(d)                                                     | Crucea Poloneză pentru Vitejie⁠(d)                                                     | Crucea Poloneză pentru Vitejie⁠(d)                                                     |
| Insigna       | Insigna de parașutist⁠(d)                                                               | Insigna de parașutist⁠(d)                                                               | Insigna de parașutist⁠(d)                                                               | Insigna de parașutist⁠(d)                                                               | Insigna de parașutist⁠(d)                               | Insigna de parașutist⁠(d)                               | Insigna de parașutist⁠(d)                               | Insigna de parașutist⁠(d)                               | Insigna de parașutist⁠(d)                                                              | Insigna de parașutist⁠(d)                                                              | Insigna de parașutist⁠(d)                                                              | Insigna de parașutist⁠(d)                                                              |

## Citarea pentru Medalia de Onoare
Citarea pentru distingerea lui Baker cu Medalia de Onoare spune: 
Președintele Statelor Unite, în numele Congresului, are plăcere să îi înmâneze Medalia de Onoare
Citare:
Pentru vitejie și îndrăzneală remarcabile, cu riscul vieții sale, mai presus și dincolo de datorie: locotenentul Vernon J. Baker s-a remarcat prin eroism extraordinar în acțiune pe 5 și 6 aprilie 1945. La 5 aprilie 1945, la ora 05.00, locotenentul Baker a înaintat în fruntea plutonului său de arme, împreună cu cele trei plutoane de pușcași ale Companiei C, spre obiectivul lor, Castelul Aghinolfi – un munte întărit de germani pe teren înalt, chiar la est de șoseaua de coastă și la circa două mile de linia de plecare a Regimentului 370 Infanterie. Mișcându-se mai rapid decât restul companiei, locotenentul Baker și aproximativ 25 de bărbați au ajuns în partea de sud a unei vâlcele la aproximativ 250 de metri de castel în două ore. În căutarea unei poziții potrivite pentru a instala o mitralieră, locotenentul Baker a observat două obiecte cilindrice care prezentau o fantă într-o montură de la marginea unui deal. Târându-se în sus și sub deschizătură, și-a înfipt pușca M-1 în fantă și a golit încărcătorul, ucigându-i pe cei doi ocupanți ai postului de observare. Trecând într-o altă poziție în aceeași zonă, locotenentul Baker a dat peste un cuib de mitraliere bine camuflat, al cărui echipaj lua micul dejun. A împușcat și a ucis ambii soldați inamici. După ce căpitanul John F. Runyon, comandantul Companiei C s-a alăturat grupului, un soldat german a apărut din remiză și a aruncat o grenadă care nu a explodat. Locotenentul Baker a împușcat soldatul inamic de două ori în timp ce acesta încerca să fugă. Locotenentul Baker a coborât apoi singur în vâlcea. Acolo a aruncat în aer intrarea ascunsă a unei alt adăpost camuflat cu o grenadă de mână, a împușcat un soldat german care a ieșit după explozie, a aruncat o altă grenadă în adăpost și a intrat trăgând cu pistolul mitralieră, ucigând încă doi germani. În timp ce locotenentul Baker ieșea din nou din adăpost, focul inamic de mitraliere și mortiere a început să provoace pierderi grele în rândul grupului de 25 de soldați, ucigând sau rănind aproximativ două treimi dintre ei. Când întăririle așteptate nu au sosit, căpitanul Runyon a ordonat o retragere în două grupe. Locotenentul Baker s-a oferit voluntar să acopere retragerea primului grup, care a constat în mare parte din răniți pe jos, și să rămână pentru a ajuta la evacuarea răniților mai grav. În timpul retragerii grupului al doilea, sprijinit de focul de acoperire al unuia dintre membrii plutonului, locotenentul Baker a distrus două poziții de mitraliere (ocolite anterior în timpul asaltului) cu grenade de mână. În total, locotenentul Baker a ucis nouă soldați inamici, a eliminat trei poziții de mitraliere, un post de observare și un adăpost săpat. În noaptea următoare, locotenentul Baker a condus voluntar o înaintare a batalionului prin câmpurile de mine inamice și foc puternic spre obiectivul diviziei. Spiritul de luptă și curajul în poziția de lider ale locotenentului Baker au fost o inspirație pentru oamenii săi și un exemplu de cele mai înalte tradiții ale serviciului militar./S/ Bill Clinton

## Alte onoruri
Pe 11 septembrie 2008, Vernon Baker a primit premiul Sandor Teszler pentru curaj moral și serviciu față de umanitate din partea Colegiului Wofford⁠(d) din Spartanburg, Carolina de Sud. Odată cu acest premiu, Baker a primit titlul de doctor honoris causa al colegiului.
Strada Principală Vernon J. Baker Medal of Honor (3 cvartale) din Clarinda, Iowa, a primit numele lui în 2006.